# Yang Young-ja
Yang Young-ja (Koreaans: 양영자) (Iksan, 6 juli 1964) is een Zuid-Koreaans voormalig tafeltennisspeelster. Samen met Hyun Jung-hwa won ze het goud voor vrouwendubbels op de wereldkampioenschappen van 1987 en op de Olympische Zomerspelen 1988.

## Sportieve loopbaan
Yang Young-ja won goud op de wereldkampioenschappen van New Delhi 1987 door samen met Hyun Jung-hwa de finale voor damesdubbels te winnen van het Chinese koppel Dai Lili/Li Huifen. Voor Dai Lili zou het haar derde dubbeltitel (met haar derde verschillende partner) op rij zijn geweest. Als Yang Young-ja echter had verloren, dan was het haar vierde verloren eindstrijd op een WK geweest. De Zuid-Koreaanse bereikte zowel in Tokio 1983 als in 1987 de enkelspelfinale, maar verloor daarin eerst van Cao Yanhua en twee jaar later van de eveneens Chinese He Zhili. In de eindstrijd van het WK 1987 voor landenploegen was zilver eveneens het maximaal haalbare tegen China.
Niettemin hield Yang Young-ja samen met Hyun Jung-hwa nogmaals een Chinees vrouwendubbel van het goud in 1988. De Zuid-Koreaansen wonnen in de finale van de Olympische Spelen in Seoel van Chen Jing en Jiao Zhimin. Daarmee grepen ze de eerste uitgereikte olympische titel voor vrouwendubbels.

## Erelijst
Belangrijkste resultaten:
- Olympisch kampioen dubbelspel 1988 (met Hyun Jung-hwa)
- Wereldkampioenschap dubbelspel 1987 (met Hyun Jung-hwa)
- Verliezend finaliste WK-enkelspel 1983 en 1987
- Verliezend finaliste WK-landenploegen 1987
- Winnares Aziatische Spelen landentoernooi 1986
- Winnares Aziatisch kampioenschap dubbelspel 1988 (met Hyun Jung-hwa)
- Winnares Aziatisch kampioenschap landentoernooi 1988

1988: Yang Young-ja / Hyun Jung-hwa ·
1992: Deng Yaping / Qiao Hong ·
1996: Deng Yaping / Qiao Hong ·
2000: Li Ju / Wang Nan ·
2004: Zhang Yining / Wang Nan